# Музыкально-драматическое училище Московского филармонического общества
Музыкально-драматическое училище Московского филармонического общества — учебное заведение, существовавшее 1883—1918 годах в Москве.
История Музыкально-драматического училища Московского филармонического общества восходит к Музыкальной школе для приходящих П. А. Шостаковского, открытой в 1878 г. под патронатом Общества любителей музыкального и драматического искусства. В 1883 г. школа Шостаковского реорганизована в училище при Московском филармоническом обществе. Устав Музыкально-драматического училища Московского филармонического общества утверждён в 1886 году, по статусу оно было приравнено к консерваториям ИРМО. В 1902 г. Музыкально-драматическое училище переехало в особняк Солдатёнковых в Малом Кисловском переулке; это здание поныне остаётся одним из корпусов ГИТИС). В 1903 году утверждён новый Устав Музыкально-драматического училища Московского филармонического общества, состоявшего под покровительством великой княгини Елизаветы Фёдоровны. Плата за обучение составляла 150 рублей в год. Окончившие училище с аттестатом 1-й степени получали звание свободного художника.
Директорами училища были: П. А. Шостаковский (до 1898 г.), С. Н. Кругликов (1898—1901 гг.), В. Кес (1901—1904 гг.), А. Б. Хессин (1904—1905 гг.), А. А. Брандуков (1906—1917 гг.).
Училище имело музыкальное и драматическое отделения. Драматическим отделением руководили первоначально А. И. Южин (1883—1889 гг.), О. А. Правдин (1889—1891 гг.), Вл. И. Немирович-Данченко (1891—1901 гг.). Музыкальные дисциплины в разные годы преподавали А. Ф. Арендс, А. И. Барцал, В. В. Безекирский, С. М. Бижеич, П. А. Бларамберг, Ф. Ф. Бюхнер, А. М. Додонов, Л. Д. Донской, А. А. Ильинский, Вас. С. Калинников, Г. Э. Конюс, А. Н. Корещенко, В. В. Леонов, А. К. Марквардт, К. Г. Мострас, И. И. Рамбоусек, Б. О. Сибор, О. В. Соколова-Фрёлих, А. Ю. Симон, М. И. Табаков, А. М. Успенский, Марг. А. Эйхенвальд, Ф. Ф. Эккерт, К. А. Эрдели, Р. И. Эрлих и другие.
В числе многих окончивших музыкально-драматическое училище: трубач М. П. Адамов, музыкальный акустик и теоретик Н. А. Гарбузов, хоровой дирижёр Н. М. Данилин, актриса О. Л. Книппер, виолончелист В. Л. Кубацкий, контрабасист С. А. Кусевицкий, тромбонист И. В. Липаев, актёр и режиссёр И. М. Москвин, актёр и режиссёр В. Э. Мейерхольд, контрабасист А. А. Милушкин, скрипач К. Г. Мострас, дирижёр В. В. Небольсин, певец Г. С. Пирогов, дирижёр Е. Е. Плотников, актриса М. Г. Савицкая, хоровой дирижёр А. В. Свешников, певец Л. В. Собинов, композитор и фольклорист И. С. Тезавровский, певец В. И. Филиппов, актриса З. В. Холмская, актёр К. Н. Яковлев.
Студентами училища ставились драматические и оперные спектакли (в том числе на сцене Малого театра), оркестр давал симфонические концерты. «Мастерство молодых музыкантов позволило выступать в сопровождении этого оркестра П. Сарасате, С. Рахманинову, Л. Собинову, Ф. Шаляпину, А. Аренскому и др.».
В 1918 году училище было реорганизовано в Музыкально-драматический институт, с 1919 — Государственный институт музыкальной драмы, с 1922 Государственный институт театрального искусства (ГИТИС).